# Bucsum (Felsővárosvíz község)
Bucsum település Romániában, Hunyad megyében, Felsővárosvíz községben.

## Fekvése
Szászvárostól délre fekvő település.

## Története
Bucsum nevét 1439-ben p. Bwchyn néven említette először oklevél.
1462-ben Bwchon, 1496-ban Bwchyw, 1515-ben p. 'Bwthyn, 1733-ban Butsumi, 1805-ben Butsum, 1808-ban Bucsum néven írták.
1515-ből ismerjük a település birtokosait is. Ekkor a Töreki, T. Bakócz, Sálfalvi, Macskási, M. Tárnok és Barcsai családok voltak birtokosai.
A 20. század elején Hunyad vármegye Szászvárosi járásához tartozott.
1910-ben 484 lakosa volt, melyből 483 román volt, melyből 482 görögkeleti ortodox volt.